# 't Huys Dever
 't Huys Dever in de Nederlandse plaats Lisse is een veertiende-eeuwse donjon. Rond 1580 en tussen 1630-1634 zijn delen aangebouwd, waardoor een landhuis ontstond. De laatste eigenaar-bewoner was Willem de Wael van Vronesteyn, die er samen met zijn vrouw woonde tot 1699. Het geheel bleef bewoond tot ongeveer 1750. Leegstand leidde tot de instorting van de eerste aanbouw in 1848. Binnen tien jaar verdwenen de 16e- en 17e-eeuwse aanbouwen, waardoor de donjon weer vrij stond. Het dak van de donjon stortte in 1862 in, waarna het interieur grotendeels volgde. Ondertussen was de katholieke familie na ruzie met de kerkeraad van Lisse al rond 1700 verhuisd naar Roermond en vandaar naar Duitsland, waar deze in 1786 kasteel Surenberg bij Riesenbeck ging bewonen. Om deze reden meende de Nederlandse staat het geheel na de Tweede Wereldoorlog als vijandelijk Duitse bezit te mogen confisqueren en in 1949 over te dragen aan de gemeente Lisse. De Duitse eigenaar Max Freiherr Heereman van Zuydtwijck spande hiertegen tevergeefs een proces aan.
Na de restauratie van 1973-1978 werd het geopend voor het publiek.
Dit bouwwerk is bijzonder doordat dergelijke donjons nauwelijks in Holland bewaard zijn gebleven als gevolg van onder meer verwoesting (bijvoorbeeld voorafgaand aan het Beleg van Leiden), brand (Slot Teylingen) en ingrijpende verbouwingen. 
Het bouwwerk maakte onderdeel uit van de heerlijkheid Lisse en Dever waarbij de volgende heren en vrouwen eigenaar van het bezit waren:
- Reinier Dever (1370-1417)
- Gijsbrecht van Haeften ( -1445), kleinzoon van Reinier
- Clara van Haeften ( -1507)
- Johan van Matenesse ( -1522)
- Nicolaes van Matenesse ( -1564)
- Johan van Matenesse ( -1624)
- Maria van Matenesse ( -1628)
- Johan van Schagen ( -1639)
- Isabella Katharina van Camons ( -1673)
- Willem de Wael van Vronesteyn ( -1699)

Abbenbroek · Abspoel · Adegeest · Slot Alkemade ·  Altena · Arkelsburg · Bellesteyn · Huis ten Berghe · Binckhorst · Binnenhof · Blijdestein · Te Blotinghe · Boekenburg · Boekhorst · Boshuysen · Bulgersteyn · Burcht (Leiden) · Burcht (Voorne) · Slot Capelle · Coebel · Cranenburg · Crayestein · Cronesteyn · Crooswijk · Develstein · 't Huys Dever · Dirks Steenhuis · Ter Does · Duivenstein · Duivenvoorde · Endegeest · Endepoel · Foreest · Giessenburg · Gravensteen · Groot Haesebroek · 's Heeraartsberg · Hof van Wateringen · Holy · Slot Honingen · Kasteel van de Heren van Arkel · Kasteel van Gouda · Keenenburg · Kasteel Keukenhof · Klein Poelgeest · Huis te Langerak · Langestein · Huis te Liesveld · Ter Lips · De Loo · Madeburcht · Marenburch · Meerburg · Huis te Merwede · Huis ter Mey · Kasteel van der Meye · Niemandsvriend · Noordeloos · Oud-Berendrecht · Oud-Poelgeest · Oud Teylingen · Paddenpoel · Persijn · Groot Poelgeest · Hof van Putten · Puttensteyn · Landgoed De Raephorst · Kasteel Ravesteyn · Kasteel van Rhoon · Rijnegom · Rijnenburg · Huis te Riviere · Rodenburg · Hofstad Rodenrijs · Rodenrijs · Rosenburgh · Huis Roucoop · Santhorst · Schelluinderberg · Schonenburg · Kasteel van Schoonhoven · Souburgh · Spangen · Starrenburg · Huis ter Specke · Steenvoorde · Stenevelt · Slot Teylingen · Den Toll · Torenvliet · Slot Valckesteyn · Huis ter Waard · Warmont · Ter Weer · Hof van Wena · Kasteel Westerbeek · Huis te Woude · Kasteel van IJsselmonde · 't Zand · Huis Zevender · Kasteel aan de Zevender · Zijlhof · Zonneveld · Huis Zuidwijk · Zwieten